# Стеценко Віктор Спиридонович
Віктор Спиридонович Стеценко (24 листопада 1915 — 1981) — український правоохоронець. Полковник внутрішньої служби. Начальник Київської вищої школи МВС СРСР (1960–1962). Заслужений юрист України.

## Біографія
Народився 24 листопада 1915 року.
З 1941 року на партійній роботі в Карагандинській та Омській області РФ.
З березня 1945 року — інструктор Управління кадрів ЦК КП(б)У, з травня 1945 по жовтень 1948 року — завідувач відділу кадрів НКВС і НКДБ (МВС і МДБ) Управління кадрів ЦК КП(б)У. З 1948 по січень 1953 року — інспектор відділу партійних, профспілкових і комсомольських органів ЦК КП(б)У.
З січня 1953 року — слухач Республіканської трирічної партійної школи при ЦК КПУ.
З липня 1955 року — заступник прокурора Української РСР із кадрів.
З 1960 по 1962 рік — начальник Київської вищої школи МВС СРСР.
З 1962 року на керівних посадах в Раді Міністрів Української РСР.

## Нагороди та відзнаки
- Орден Червоного Прапора